# Adra, Syria
'Adra (tiếng Ả Rập: عدرا) là một thị trấn ở miền nam Syria, một phần hành chính của Tỉnh bang Dimashq, nằm ở phía đông bắc Damascus. Theo Cục Thống kê Trung ương Syria, thị trấn có dân số 20.559 trong cuộc điều tra dân số năm 2004. Nhà thờ Hồi giáo Hujr ibn Adi nằm trong thị trấn.

## Tóm lược
Adra là địa điểm của thành phố công nghiệp lớn nhất Syria, nằm ngay phía đông thị trấn. Khu vực công nghiệp rộng khoảng 7.000 ha, một nửa được chỉ định cho các dịch vụ và nửa còn lại dành cho các ngành công nghiệp. Tổng chi phí ước tính của nó là $ 570 triệu US. Năm 2008 có 90 nhà máy đang hoạt động trong khi 1.125 nhà máy đang được xây dựng. Giá trị đầu tư cho các nhà máy đang hoạt động là 646 triệu đô la Mỹ. Đến năm 2010, thành phố công nghiệp của Adra có số lượng lớn nhất các nhà máy và nhà máy đang hoạt động đang được xây dựng ở Syria, với tổng số 1.952, nhiều hơn một chút so với Shaykh Najjar. Tổng giám đốc thành phố năm 2010 là Ziad Badour.
Thị trấn là nơi giam giữ nhà tù Adra. Các địa phương lân cận bao gồm al-Rihan và Douma ở phía tây, al-Shafuniyah và Hawsh Nasri ở phía tây nam, Midaa ở phía nam, Dumeir ở phía đông, al-Qutayfah ở phía bắc, Hufayr al-Tahta ở phía tây bắc.

## Lịch sử
Adra được xác định với thị trấn "Hadrach" trong Kinh Thánh được đề cập bởi Zechariah, người đã lưu ý thành phố, nơi được bảo vệ bởi Damascus, đã bị lên án.
Ghassanids, vốn là Kitô hữu Ả Rập, đã thống trị Adra và chiến đấu chống lại quân xâm lược Hồi giáo do Khalid bin Walid chỉ huy trong Trận Marj Rahit vào tháng 7 năm 634 sau Công nguyên.
Adra chứa một số ngôi mộ của sahaba ("bạn đồng hành" của nhà tiên tri Hồi giáo Muhammad), trong đó đáng chú ý nhất là Hujr ibn Adi. Nhà cai trị Zengid Imad ad-Din Zengi đã chiếm đóng tại Adra vào đầu năm 1135 trước khi cố gắng bao vây Damascus, nơi bị Burids kiểm soát.
Vào đầu thế kỷ 19, một khan bị hủy hoại ("caravansary") đã được các du khách phương Tây báo cáo là ở gần làng Adra.
Năm 2013, đây là nơi xảy ra vụ thảm sát Adra do phiến quân Hồi giáo tiến hành chống lại các nhóm thiểu số Syria.